# Parasipyloidea
A Parasipyloidea a rovarok (Insecta) osztályának a botsáskák (Phasmatodea) rendjéhez, ezen belül a Diapheromeridae családjához és a Necrosciinae alcsaládjához tartozó nem.

## Rendszerezés
A nembe az alábbi fajok tartoznak:
- Parasipyloidea aberrata
- Parasipyloidea annulata
- Parasipyloidea cercata
- Parasipyloidea strumosa
- Parasipyloidea tener